# Jason Shogren
Jason F. Shogren är en svenskättad amerikansk nationalekonom som är professor vid University of Wyoming sedan 1995.
Shogren har varit verksam inom flera områden av nationalekonomi, bland annat miljöekonomi, naturresursekonomi och  paleoekonomi, som innebär att försöka rekonstruera hur resurshushållningen såg ut hos de första moderna människorna.
Shogren innehade 2007/2008 Konung Carl XVI Gustafs professur i miljövetenskap, och var detta år verksam vid Umeå universitet. Han invaldes 2008 som utländsk ledamot av Kungliga Vetenskapsakademien.